# Garrison Starr
Garrison Starr (Hernando (Mississippi), 29 april 1975) is een Amerikaanse zangeres, muzikante en muziekproducente. Haar grootste succes is het nummer Superhero op haar album Eighteen Over Me. Haar muziek kan worden toegewezen aan de genres countryrock, folkrock, popmuziek en rock.

## Biografie
Geboren als Julia Garrison Starr, dochter van Walt en Julie Starr, studeerde ze in 1993 af aan de Evangelical Christian School in Memphis (Tennessee). Daarna ging ze van 1993 tot 1994 naar de universiteit van Mississippi. Geïnspireerd door de muzikale smaak van haar vader, leerde ze op 13-jarige leeftijd gitaar spelen. Nadien speelde ze riffs en melodieën uit verschillende bronnen en wilde ze deze combineren. Op de middelbare school formeerde ze samen met een klasgenoot het gitaarduo Indigo Girls in de 7e klas. Tijdens haar universiteitsbezoek besefte ze dat ze daar niets wilde leren, maar liever een muziekcarrière nastreefde. Ze begon op te treden in cafés in de omgeving van Memphis, bracht in 1993 een soloalbum uit en werkte vanaf 1995 als achtergrondzangeres. Van 1995 tot 1996 werkte Starr als assistente bij Ardent Records. In 1996 tekende ze een contract met Geffen Records en verhuisde ze in 1997 naar Porch Records.

## Discografie
- 1993:	Pinwheels
- 1995:	Stupid Girl
- 1997:	Eighteen Over Me
- 1998:	24/7 (ep)
- 2000:	Somethin’ to Hold You Over (ep)
- 2002:	Songs from Take-Off to Landing
- 2004:	Airstreams & Satellites
- 2006:	The Sound of You and Me
- 2007:	Fans' Greatest Hits, Volume One (live)
- 2007:	The Girl That Killed September
- 2010:	ReLive
- 2012:	Not for Nothing (ep)
- 2012:	Amateur
- 2014:	The Forgotten Street
- 2017:	What If There Is No Destination

- International Standard Name Identifier: 0000 0000 4475 5107
- Library of Congress Control Number: no2002090114
- MusicBrainz: 0ab57061-500c-4463-ac5c-184f6c3ad6d5
- Nationale Bibliotheek van Tsjechië: xx0111710
- Virtual International Authority File: 71065929
- WorldCat: E39PBJkhJPC3bQxQMmhkM897HC